# Lasioglossum zephyrum
Lasioglossum zephyrum är en biart som först beskrevs av Smith 1853.  Lasioglossum zephyrum ingår i släktet smalbin, och familjen vägbin. Inga underarter finns listade i Catalogue of Life.

## Beskrivning
Arten är metalliskt grön med rödaktig bakkropp som har en blåaktig lyster hos honan, grönaktig hos hanen. behåringen är blek, samt mycket kort och gles; hanen har dock tätare hår på kinderna och nedre delen av ansiktet. Honan blir mellan 5 och 7 mm lång, hanen mellan 6 och 7 mm.

## Ekologi
Lasioglossum zephyrum är normalt social, den lever i små kolonier med en drottning som ledare, men det förekommer också att den är solitär. Kolonierna, om de över huvud taget bildas, är små, inte över 20 individer. Bona grävs ut i markstörda habitat vid flodbankar eller motsvarande habitat vid mindre vattendrag.
Aktivitetsperioden varar från mars till oktober.
Arten är polylektisk, den besöker blommande växter från många olika familjer, som sumakväxter, flockblommiga växter, oleanderväxter, korgblommiga växter, strävbladiga växter, korsblommiga växter, buxbomsväxter, kannaväxter, paradisblomsterväxter, vindeväxter, ärtväxter, kransblommiga växter, malvaväxter, syrenväxter, gräs, ranunkelväxter, rosväxter, videväxter och verbenaväxter. Ett ovanligt uppförande är att den tvingar upp blombladen på de ännu icke utslagna knopparna av gräsarten Xyris tennesseensis för att komma åt pollenet.

## Utbredning
Lasioglossum zephyrum är en nordamerikansk art, som förekommer i USA och Kanada från Minnesota till Ontario i norr, via New England söderöver till Texas och Georgia.